# Gunnar Kalén
Karl Gunnar Kalén, conegut com a Gunnar Kalén   (Parròquia de Gryts, diòcesi de Strängnäs, 17 de setembre de 1901 - Hohenstein-Ernstthal, 1 de juliol de 1934), va ser un pilot de motociclisme suec. Es va morir en un accident que va patir mentre participava al Gran Premi d'Alemanya de 1934, disputat a l'antic circuit de Sachsenring. Kalén va destacar com a pilot tant en la velocitat, amb un títol de Campió d'Europa, com en la de l'enduro. Actualment segueix sent un dels dos únics pilots que han guanyat mai la Novemberkåsan sis vegades i, per tant, n'han obtingut dues Copes en propietat.

## Biografia
Nascut a la parròquia de Gryts de la diòcesi de Strängnäs, al comtat de Södermanland, Kalén va treballar de capatàs abans de convertir-se en motociclista professional. Va començar corrent per a la marca belga Saroléa, amb la qual va guanyar la seva primera Copa de la Novemberkåsan amb tres victòries consecutives de 1926 a 1928. Va tornar a guanyar la cursa els anys 1929 i 1930. El 1932 va fitxar per Husqvarna com a pilot de fàbrica i aquell mateix any va guanyar el Gran Premi de Suècia en la categoria dels 500cc a Saxtorp, victòria que va repetir el 1933, quan el Gran Premi comptava com a Campionat d'Europa.
El 1932, Kalén va marcar una velocitat mitjana de 142 km/h en una cursa sobre gel a Noruega i va guanyar l'Eläintarhanajot (una mena de Gran Premi de Finlàndia que es va celebrar entre el 1932 i 1963 a Hèlsinki i que fou rellevat pel posterior GP de Finlàndia, aquest ja puntuable per al campionat del món). El 1933 va obtenir una nova victòria a la Novemberkåsan i, per tant, va rebre la seva segona Copa en propietat.
Gunnar Kalén es va morir l'1 de juliol de 1934 durant el Gran Premi d'Alemanya, celebrat en un circuit de 8.730 m de llargada a Hohenstein-Ernstthal (l'antic circuit de Sachsenring, prop de Chemnitz). Va ser enterrat a Skogskyrkogården el 9 de juliol.